# Sainte-Ode
Pour les articles homonymes, voir Sainte Ode (homonymie).
Sainte-Ode est une commune francophone de Belgique située en Région wallonne dans la province de Luxembourg. Elle se trouve sur la Haute-Ourthe occidentale, entre Saint-Hubert et Bastogne, à l'intérieur du Parc naturel des Deux Ourthes.
Au XVIIIe siècle, Sainte-Ode abrite une des deux plus importantes forges de Belgique.

## Géographie

### Localités
La commune de Sainte-Ode compte trois sections et plusieurs hameaux.

#### Sections
| # | Nom        | Superf. (km2) | Habitants (2020) | Habitants par km2 | Code INS |
| - | ---------- | ------------- | ---------------- | ----------------- | -------- |
| 1 | Tillet     | 43,69         | 922              | 21                | 82038A   |
| 2 | Amberloup  | 20,75         | 942              | 45                | 82038B   |
| 3 | Lavacherie | 33,50         | 744              | 22                | 82038C   |

#### Hameaux
- Amberloup (siège de l’administration communale) : Aviscourt, Fosset, Herbaimont, Ménil, Sprimont, Tonny
- Lavacherie : Le Jardin
- Tillet : Acul, Beauplateau, Chisogne, Gérimont, Houmont, Hubermont, Laval, Magerotte, Magery, Milliomont, Pinsamont, Rechimont, Rechrival, Renuamont

### Communes limitrophes
| Saint-Hubert       | Tenneville | Bastogne      |
|                    | Sainte-Ode |               |
| Libramont-Chevigny |            | Vaux-sur-Sûre |

## Démographie

### Évolution démographique de la commune fusionnée
En tenant compte des anciennes communes entraînées dans la fusion de communes de 1977, on peut dresser l'évolution suivante :
Les chiffres des années 1831 à 1970 tiennent compte des chiffres des anciennes communes fusionnées.
- Source: DGS , de 1831 à 1981=recensements population; à partir de 1990 = nombre d'habitants chaque 1er janvier[3]

## Héraldique
|  | Blasonnement : Ecartelé : au 1 d’argent à trois roses de gueules, boutonnées d’or et barbées de sinople ; au 2 d’azur à une fleur de jonquille d’or ; au 3 d’azur à un pont de trois arches d’argent, maçonné de sable, au 4 d’argent à un arbre arraché de sinople. Devise : AB ORIGINE FIDELIS, en lettre d’azur sur un listel d’argent. - Délibération communale : 25 septembre 2014 - Arrêté de l'exécutif de la communauté : 10 décembre 2014 - Moniteur belge : 18 février 2015 Source du blasonnement : Heraldy of the World |

## Politique et administration

### Conseil et collège communal 2024-2030
| Collège communal   |                   |               |
| ------------------ | ----------------- | ------------- |
| Bourgmestre        | Pierre Pirard     | MR - Com'Vous |
| 1er Échevin        | Pierre-Yves Fays  | Com'Vous      |
| 2e Échevin         | René Grandjean    | Com'Vous      |
| 3e Échevine        | Alexandra Meunier | Com'Vous      |
| Présidente du CPAS | Sophie Raskin     | Com'Vous      |

### Liste des bourgmestres depuis 1977
- (1988-1994) Mme Marie-Henriette Cornet (Libérale).
- (1994-2000) Jacques Pierre (Gérer et Servir).
- (2000 -2006) Jacques Pierre (cdH).
- (2007 -2012) Joël Tanghe, PS (Alternative).
- (2012-2014) Joël Tanghe, PS (Ensemble)[5].
- (2014-2018) Jacques Pierre, cdH (Ensemble)[5].
- (2018-) Pierre Pirard, MR (Commune Passion).

### Sécurité et secours
La commune fait partie de la zone de police Centre Ardenne pour les services de police, ainsi que de la zone de secours Luxembourg pour les services de pompiers. Le numéro d'appel unique pour ces services est le 112.

## Patrimoine et culture

### Patrimoine architectural

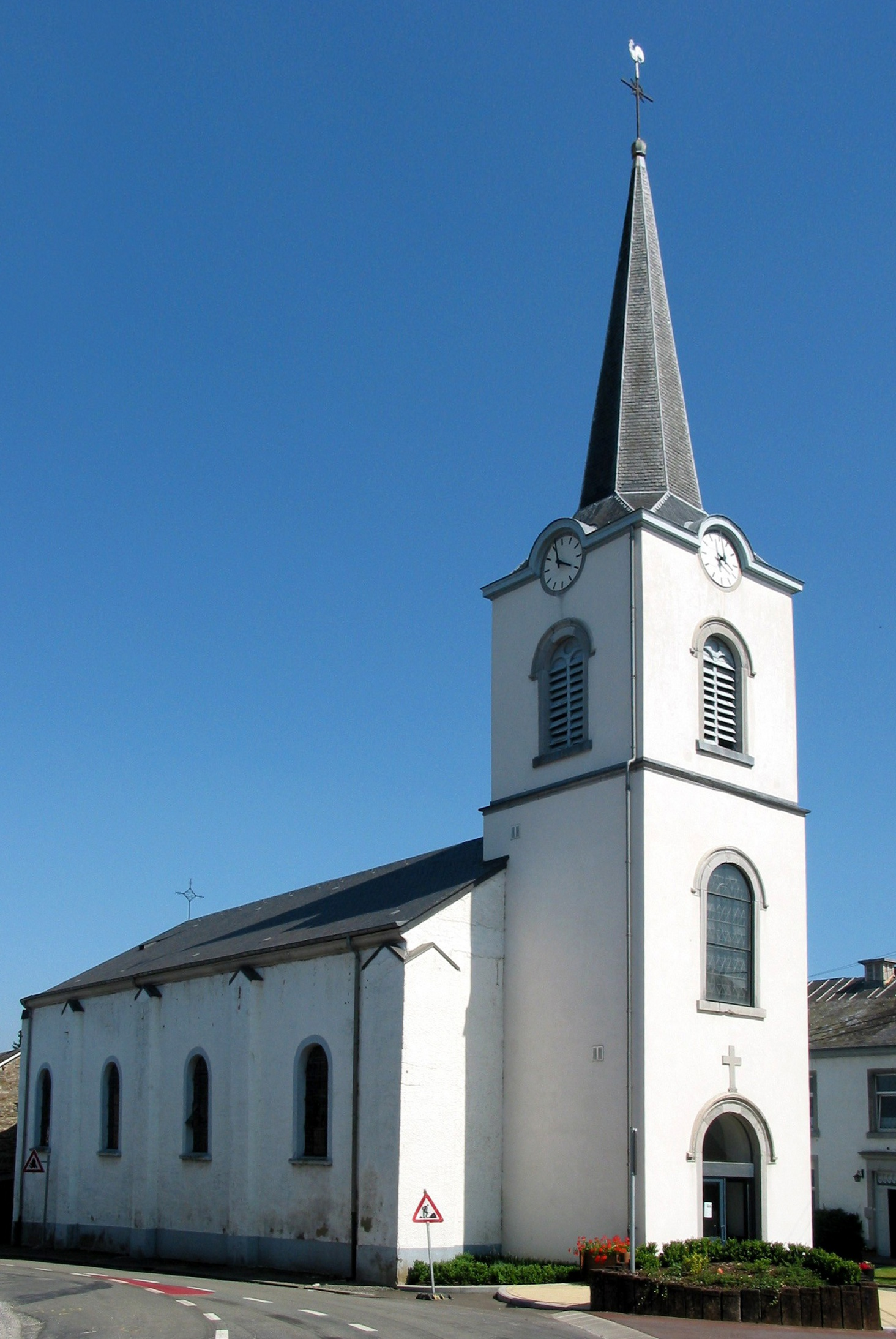
L’église Saint-Aubin et Saint-Antoine à Lavacherie

- Le frêne de Magerotte est repris sur la liste du patrimoine immobilier classé de Sainte-Ode depuis le 20 août 1993[6]. Il s'agit de l'unique bien classé de la commune.
- L'église Saint-Ouen de Tillet.

## Personnalités liées à la commune
- Fernand Khnopff (1858-1921), artiste-peintre, a laissé une peinture du pont romain sur le Laval qui est devenue une œuvre célèbre et a trouvé sa place sur le blason de la nouvelle commune.
- Thomas Meunier (1991 - ), footballeur évoluant au LOSC Lille ainsi que dans l'équipe nationale belge de football, au poste de défenseur.